# Астерофора дощовикова
Астерофора дощовикова (Asterophora lycoperdoides) — вид базидіомікотових грибів родини ліофілових (Lyophyllaceae). Росте як паразит на грибах хрящ-молочник повстистий (Lactarius vellereus) та підгруздок чорний (Russula adusta).

## Поширення
Вид поширений майже у всій Європі, в Сибіру, Японії та Північній Америці. В Україні трапляється на Поліссі та Лісостепу.

## Опис
Шапка діаметром 0,5 — 2,5 см, спочатку напівсферична, пізніше випукло-розпростерта. Поверхня шапинки спочатку біла, пізніше розтріскується і коричневіє. Гіменофор пластинчастий. Споровий порошок білий. Спори еліпсоїдні, безбарвні, розміром 5-7 х 3-4,5 мкм. Ніжка заввишки 1 — 3 см.